# 大どろぼうホッツェンプロッツ
『大どろぼうホッツェンプロッツ』は、ドイツの作家オトフリート・プロイスラーによる児童文学作品のシリーズ。ドイツの田舎町を舞台にした、大泥棒ホッツェンプロッツと彼を捕まえようとする2人の少年の物語。全3部作。
ホッツェンプロッツと少年たちの知恵比べが中心だが、魔法使いや妖精が登場するなどファンタジー性の強い作品でもある。
日本語版は中村浩三による翻訳で偕成社から刊行された。挿絵はフランツ・ヨーゼフ・トリップ（de:Franz Josef Tripp）。

## 作品リスト
- 『大どろぼうホッツェンプロッツ』 (Der Räuber Hotzenplotz) ISBN 4-03-608250-7

第1作。ホッツェンプロッツとカスパールたちの初めての戦いが描かれている。
- 『大どろぼうホッツェンプロッツふたたびあらわる』(Neues vom Räuber Hotzenplotz) ISBN 4-03-608260-4

第2作。ディンペルモーザーから警官の制服を計略で奪って、留置場所の消防屯所から脱走したホッツェンプロッツが、カスパールたちに復讐する。
- 『大どろぼうホッツェンプロッツ三たびあらわる』(Hotzenplotz 3) ISBN 4-03-608270-1

シリーズ完結編。今度こそ捕まって市の刑務所に送られたはずのホッツェンプロッツがまたも姿を現す。模範囚として刑期を短縮され正式に釈放されたのだ。改心して真人間になると言うホッツェンプロッツだが、武装放棄を実際に見せられたカスパールとゼッペル以外、町の人間は誰も信じない。しかも前科者として濡れ衣まで着せられる羽目になる。
第1作と第2作の間の話となる『Der Räuber Hotzenplotz und die Mondrakete』（大どろぼうホッツェンプロッツと月ロケット）が存在する事が判明し、2018年にThienemann Verlag社から出版された (ISBN 978-3522185103)。1969年に脱稿されたもので、作者の娘が2017年にプロイスラーの邸宅で発見したという。

## 登場人物
ホッツェンプロッツ
物語の主人公。つばの広い帽子を被り、もじゃもじゃの黒ヒゲと凄いかぎ鼻が特徴の大男。少し太っているが動きは機敏。腰に締めた幅広の革ベルトにフリントロック式拳銃1丁と7本の短刀を差しており、火薬の扱いにも長けている。料理の腕もなかなかのもの。好物は嗅ぎタバコとキノコスープ。「へ、へ、へ、へへへ！」と笑う癖がある。
性格は「大胆にして狡猾」「冷酷で強欲」、欲しい物は力づくで奪う悪党。日本版題名では“大どろぼう”と呼ばれるが、窃盗どころか強盗や誘拐までやってのける。(原題の「Der Raeuber」は日本語では「強盗」）
普通教育を受けていないようで、自分の名前をホツンブロツやホドシェンブロツと誤記する。また粗暴だが知恵は回り、長年に渡り警察の捜査を逃れてきた。町の近くの森の中にある“泥棒の根城”と呼ばれるアジトで独り暮らし。その名を聴いただけで近隣の住人が怯える程に恐れられていて、第1作では、カスパールのおばあさんは、その名前を聞いただけで気絶した。しかし殺人を犯したことだけは一度もない。
またカスパール達の嘘に騙されたり、第3作では今まで気絶させてきたおばあさんに洗濯小屋に閉じ込められるなど、粗忽な一面もある（帽子を交換しただけのカスパールとゼッペルを取り違えるほど）。
アロイス・ディンペルモーザーと瓜二つで、警察官姿になると見分けがつかず、第2作ではそれを利用し、カスパールのおばあさんを騙した。
第3作では改心し「正業に就いたことが一度もない。どうやって生計を立てれば」とこぼしたが、シュロッターベック夫人のトランプ占いによる薦めで、食堂の亭主になった。
カスパール
主人公その2。赤いとんがり帽子を被った元気な少年。焼きソーセージとサワークラウトが大好物。大好きなおばあさんがホッツェンプロッツに、回すと「五月はものみな新たに」（Alles Neu Macht Der Mai。作曲者不明、ヘルマン・アーダム・フォン・カンプ作詞による実在する曲。メロディーは日本では「ちょうちょう」として知られる曲と同じ）を演奏するお気に入りのオルゴール付コーヒーミルを奪われた為、それを取り戻すべくホッツェンプロッツを捕まえようとする。アイディアマンで色々な作戦を考えつく。
ゼッペル
主人公その3。カスパールの友人。緑のチロル帽子を被った少年。カスパールと一緒にホッツェンプロッツを捕まえようとする。
話の中では、結構悲惨な目にあうことが多く、カスパールに箱の蓋を釘で止めておいてと頼まれたときは、何度も自分の指を金槌を打ってしまい、ホッツェンプロッツの家で奴隷同然の扱いを受け、第3作ではホッツェンプロッツに仕掛けた罠に代わりにかかってしまうなど、不運が続く。
カスパールと同じく、焼きソーセージとサワークラウトが大好物。
カスパールのおばあさん
本名不明。料理作りが得意で、孫のカスパールを心から愛している。3部作全てで最初にホッツェンプロッツと出会い、気絶するのがお約束になっている。そのためホッツェンプロッツに対しての警戒心が強い。
アロイス・ディンペルモーザー
町の警察官。初登場の際は巡査部長。制服に36個のボタンがある。ホッツェンプロッツの逮捕に執念を燃やしているが、いつも逃げられていた。しかしカスパールとゼッペルの協力によってホッツェンプロッツを2度も捕まえた結果、第3作では警部に昇進している。
ペトロジリウス・ツワッケルマン
第1作に登場したホッツェンプロッツの友人。森の奥深くに住む魔法使いで、ホッツェンプロッツが捕まえたカスパールを買い取って召使にした。様々な魔法を使えるが、何故だか、魔法でジャガイモの皮を剥くことだけはできないので、それをやらせる為の召使をほしがっていた（とりわけ、自分の魔法を見抜けない馬鹿な奴を欲しがっていた）。
終盤でホッツェンプロッツと仲違いし、ホッツェンプロッツを「鷽のような大間抜け」と罵倒した挙句、魔法で本当に鷽にしてしまう。
かなりの大食らいでジャガイモが好物。一度に洗濯釜いっぱいのマッシュポテトを平らげてしまうほど。
アマリリス
第1作と第3作に登場した妖精。ツワッケルマンによって姿をカエルに変えられてしまい、井戸の底に7年間も閉じ込められていた。しかしカスパールの協力によって元の姿に戻り、彼に逆転の切り札を贈る。第3作ではカスパールの夢に登場し、ヴァスティを元の姿に戻してやるためのヒントを伝える。
シュロッターベック夫人
第2作より登場。千里眼師の国家資格を持つ未亡人。水晶玉に遠くの出来事を映し出したり、カードで未来を占う。その能力を買われて警察の捜査に協力、ホッツェンプロッツ逮捕の大きな力となる。ヴァスデイのことをとても可愛がっている。
ヴァスティ
第2作より登場。シュロッターベック夫人のペット。元は普通のダックスフントだったが、夫人が気まぐれでセント・バーナードに変えようとしてかけた魔法が失敗、ワニになってしまった。しかも元に戻せずそのまま。鳴き声さは「ウオン ウオン」。ワニになっても人懐っこい性格は変わっておらず、ちょっとしたことでもすぐに興奮する。嗅覚も優れおり、第2作では、とても役立った。第3作では元に戻るんじゃないかと色々な薬草を与えてみたところ、元に戻るどころか菜食主義になってしまった。アマリリスの助言により元の犬の姿に戻る。

## 映画版
- 『Der Räuber Hotzenplotz（ドイツ語版）』（西ドイツ、1974年、74分）

グスタフ・エームク監督の児童向けコメディ映画。ゲルト・フレーベがメイキャップと衣装で原作そのままのビジュアルでホッツェンプロッツを演じている。他の登場人物もすべて原作のイラストそのままの姿・衣装で再現し、冒頭のパーティーの場面では原作本の表紙のホッツェンプロッツの肖像が手配画として使われた。続編の『Neues vom Räuber Hotzenplotz』も存在する。
- 『Der Räuber Hotzenplotz（ドイツ語版）』（ドイツ、2006年、94分）

ジャエノ・ロール監督。アーミン・ローデがホッツェンプロッツを演じた。こちらもメイキャップと衣装で原作そのままのホッツェンプロッツ達を再現している。
- 『Der Räuber Hotzenplotz（ドイツ語版）』（ドイツ、スイス、2022年、106分）

小説『大どろぼうホッツェンプロッツ』の第一作の映画作品。マチアス・パシュ（Matthias Pacht）監督。ノコラス・オフザレク（Nicholas Ofczarek）がホッツェンプロッツを演じる。2022年12月8日公開予定。

## 人形劇
日本では、人形劇が複数制作されている。

### NHK1
1969年、NHK教育テレビジョンにて幼稚園・保育所向けに全6回で放送された。出演は江守徹。

### NHK2
1976年、NHKの『おかあさんといっしょ』内にて全14回で放送された。

#### 声の出演
- 山田康雄 - ナレーター・進行役
- 鈴木光枝
- 小林恭治
- 川久保潔
- 里見京子

#### スタッフ
- 翻訳 - 中村浩三
- 監督・演出・脚色 - たなべまもる

### ひとみ座
人形劇団ひとみ座によるもの。初演は1972年。2005年に演出を変更しながらも続くロングラン公演となった。

#### スタッフ
※2005年以前
- 翻訳 - 中村浩三
- 脚色 - 青江舜二郎
- 演出 - 大野弘
- 演出補佐 - 須田輪太郎
- 音楽 - 河向淑子
- 人形美術 - 片岡昌
- 舞台美術 - 伊東史朗
- 照明 - 河向康子

※2005年以降
- 訳 - 中村浩三
- 原案・脚本 - 藤川和人
- 脚色・演出 - 伊東史朗
- 美術 - 片岡昌
- 照明 - 竹内右史
- 音楽 - 佐藤謙一
- 舞台監督 - 来住野正雄
- 制作 - 半谷邦雄

## 朗読
2010年、橋本じゅんによる朗読版が制作され『おはなしのくに』にて放送されている。脚本は金杉弘子。音楽は牧山純子。